# Parmotrema neocaledonicum
Parmotrema neocaledonicum är en lavart som först beskrevs av William Nylander och som fick sitt nu gällande namn av John Alan Elix. 
Parmotrema neocaledonicum ingår i släktet Parmotrema och familjen Parmeliaceae. Inga underarter finns listade i Catalogue of Life.